# Take a Look in the Mirror
Take a Look in the Mirror är bandet Korns sjätte studioalbum, utgivet 2003. Det är det sista albumet med bandets originaluppsättning, då gitarristen Brian "Head" Welch lämnade gruppen inför nästa album.
Take a Look in the Mirror är tekniskt mycket hårdare än de föregående albumen och dessutom mörkare.
Låten "Play Me" är hiphopinspirerad, och har gästen Nas på sång. Däremot är det ganska ovanligt att ett Korn-album enbart har en hiphopinspirerad låt, som på det här albumet. Låten "Did My Time" blev huvudlåten till det officiella soundtracket från filmen Lara Croft Tomb Raider: The Cradle of Life. 
På skivan finns också en gömd låt, en liveinspelad cover på Metallicas "One" från deras album ...And Justice For All. Den framfördes under MTV:s MTV Icon som en hyllning till Metallica.

## Låtlista
1. "Right Now" - 3:11
2. "Break Some Off" - 2:37
3. "Counting on Me" - 4:50
4. "Here It Comes Again" - 3:35
5. "Deep Inside" - 2:47
6. "Did My Time" - 4:06
7. "Everything I've Known" - 3:36
8. "Play Me" - 3:23
9. "Alive" - 4:31
10. "Let's Do This Now" - 3:20
11. "I'm Done" - 3:24
12. "Y'All Want a Single" - 3:19
13. "When Will This End" - 14:24
  - Inklusive det dolda spåret "One"